# Vクロスアームロック

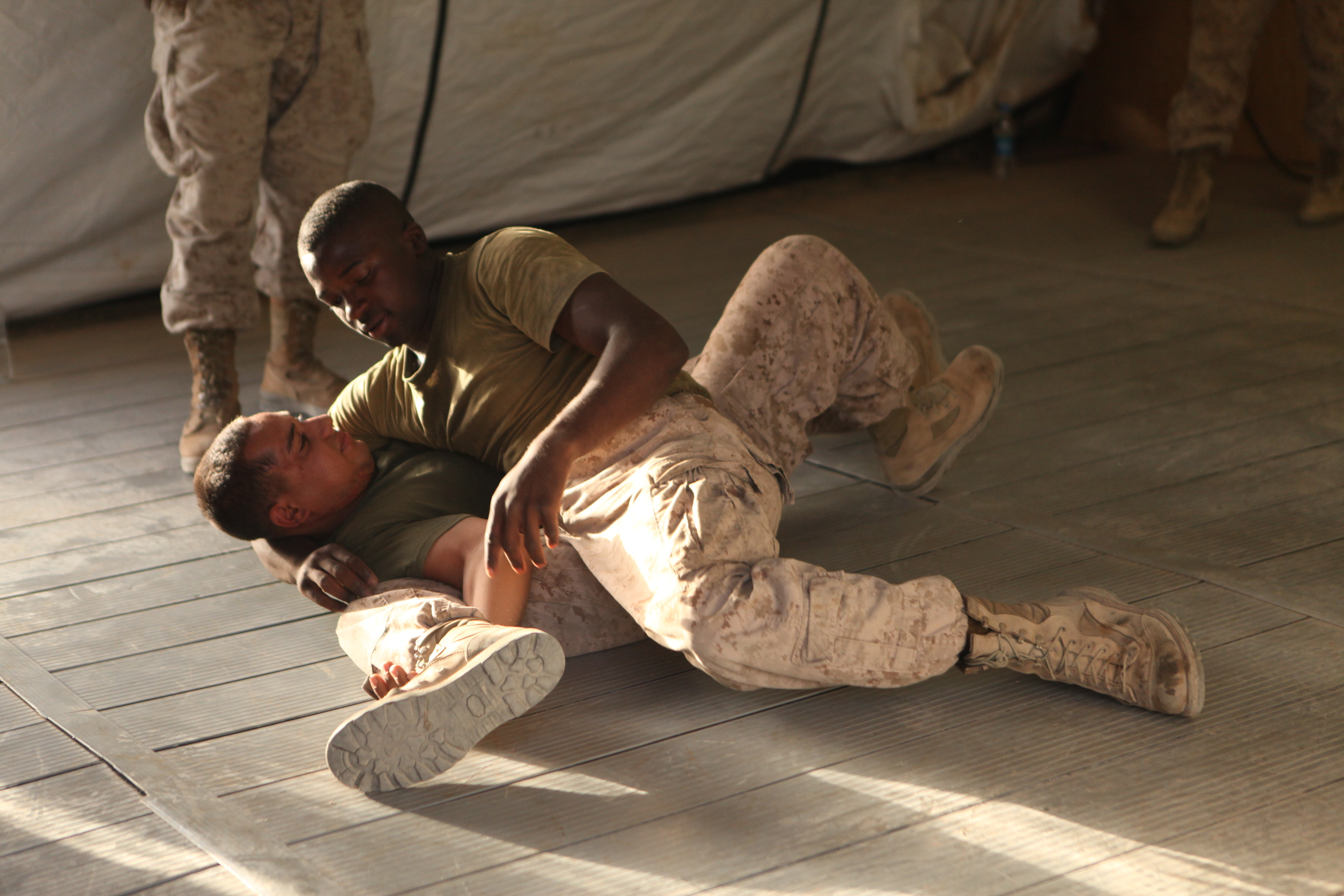
Vクロスアームロックの実演

Vクロスアームロック（ブイクロスアームロック） (V cross arm lock) は、総合格闘技やブラジリアン柔術で使われる関節技である。柔道では腕挫膝固に分類される。別名スカーフ・ホールド・アームロック (Scalf hold Armlock)、スカーフ・ホールド・アメリカーナ (Scalf hold Americana)、アヤカロック 。別分類腕緘（うでがらみ）。

## 概要
腕挫膝固の一種。掛けかたは相手の右（左）から本袈裟固や崩袈裟固で抑え込み、曲げた右（左）脚で頭部側に曲げた相手の右（左）腕を絡めて固定し右（左）腕で相手の頭部を持ち上げ、腹を突き出して極める。自らの右（左）脚と相手の右（左）腕がそれぞれVの字状で交差しているのでこの名が付けられた。
本袈裟固から使用することが多いが、1929年、柔道家の小田常胤は本袈裟固と崩袈裟固からのVクロスアームロックを自著で紹介している。自身の両足は組まないことが多いが組んだ方が堅実だと述べている。1930年、柔道家の尾形源治はこれを掛けながらの抑込技・松葉袈裟固を自著で紹介している。尾形は、相手は肘関節に苦痛を感ずる、としており、関節技の効果もある旨、述べている。1959年の書籍『柔道十講』では崩袈裟固からのVクロスアームロックを紹介し、「腕緘」に分類している。格闘家の佐山聡は1986年の自著で、一見、難解そうだが実戦ではかなり有効な技だ、と述べている。
総合格闘家で柔道家の三浦彩佳の得意技。類似の技に相手の腕を伸ばして極める袈裟緘がある。
アマチュア修斗のビギナーでは袈裟緘とともに反則である。